# Études de maïeutique en France
 (juin 2023).
Si vous disposez d'ouvrages ou d'articles de référence ou si vous connaissez des sites web de qualité traitant du thème abordé ici, merci de compléter l'article en donnant les références utiles à sa vérifiabilité et en les liant à la section « Notes et références ».
Les études de maïeutique en France durent six ans et sont sanctionnées par l'obtention du diplôme d’État de docteur en maïeutique. La formation est assurée par 35 écoles de sages-femmes dont la majorité sont des structures hospitalières, collaborant avec une université et notamment avec une unité de formation et de recherche de médecine.

## Déroulement des études
Actuellement, les études de maïeutique durent 6 ans et sont divisées en trois cycles : un 1er cycle de 3 ans (6 semestres) et un 2e cycle de 2 ans (4 semestres) et un 3e cycle d'un an pour obtenir le titre de docteur en maïeutique. 

### 1ercycle
La première année du 1er cycle est commune aux études de médecine, odontologie et pharmacie, c'est ce que l'on appelle « la Première année commune aux études de santé » (Paces). Les 2e et 3e années sont spécifiques à la formation de sage-femme. Le diplôme de formation générale en sciences maïeutiques (DFGSM) sanctionne la première partie des études en vue du diplôme d'État de sage-femme ; il comprend six semestres de formation validés par l'obtention de 180 crédits européens, correspondant au niveau licence.

#### Première année commune aux études de Santé
La Première année commune aux études de Santé (Paces) est la première année des études de maïeutique, médecine, odontologie, kinésithérapie et pharmacie. Cette année est commune à ces cinq filières.
Elle a été mise en place à la rentrée 2010. Elle fusionne la PCEM1 et la PCEP1. En général, elle est organisée dans chaque université par l'UFR de Médecine.
L'objectif de cette année est triple :
- transmettre un savoir aux étudiants,
- sélectionner les étudiants par l'intermédiaire d'un concours écrit pour ces quatre filières,
- informer les étudiants sur leurs chances de réussite, leurs risques d'échec et les quatre professions auxquelles ils peuvent accéder ; et éventuellement les réorienter vers d'autres filières plus adaptées à leurs envies ou capacités.

On y accède après l'obtention du baccalauréat, ou d'un diplôme équivalent.
La Paces est divisée en deux semestres de 30 ECTS chacun. Chaque cours est appelé UE (unité d'enseignement) et chaque UE validée donne une partie des ECTS. Les enseignements sont théoriques (cours magistraux) et dirigés (travaux dirigés).
Les enseignements comprennent :
- 50 ECTS d'UE communes à toutes les filières, pendant les deux semestres,
- une information sur les différents métiers auxquels on accède via la Paces et sur la recherche biomédicale, pendant le 1er semestre, et
- 10 ECTS d'UE spécifique(s) à une filière de la Paces, pendant le 2d semestre.

Il existe 4 UE spécifiques, une pour chaque filière. Les enseignements de ces UE peuvent être en partie mutualisés. Chaque étudiant choisit au début du 2d semestre le nombre d'UE spécifiques qu'il souhaite suivre. Le programme des UE communes est national, celui des UE spécifiques est à la liberté des universités.
Il y a un concours par filière. Chaque concours comporte :
- les épreuves à l'issue du 1er semestre, sur les UE communes de celui-ci,
- les épreuves à l'issue du 2d semestre, sur les UE communes de celui-ci,
- des épreuves à l'issue du 2d semestre, sur les UE spécifiques suivies par l'étudiant.

Un étudiant ne peut se présenter aux épreuves des UE spécifiques (et donc au concours correspondant) que s'il a choisi initialement ces UE spécifiques et qu'il les a suivies.
Pour être admis dans une filière, il faut que l'étudiant soit classé en rang utile sur la liste de classement du concours correspondant.
À l'issue des épreuves du 1er semestre, un pré-classement est établi et en fonction de celui-ci jusqu'à 15 % des inscrits peuvent être réorienter. De même à l'issue du 2d semestre, un classement sur les épreuves des UE communes est établi et les étudiants qui sont au-delà d'un certain rang peuvent être réorientés.
Un étudiant peut obtenir une dérogation (accordée par le président de l'université) pour tripler la Paces, de façon exceptionnelle.

#### 3e,4e,5eet6esemestres(2eet3eannées)
Le régime de la formation conduisant, après la Paces, au DFGSMa (Diplôme de formation générale en sciences maïeutiques) est défini par l'arrêté du 19 juillet 2011 relatif au régime des études en vue du diplôme de formation générale en sciences maïeutiques.
Les 3e et 4e semestres ont été mis en place à la rentrée 2011, les 5e et 6e semestres à la rentrée 2012. Cette fin de 1er cycle est organisée au sein des écoles hospitalières de sages-femmes ou dans les universités dispensant cette formation.
Les objectifs de ces quatre semestres sont :
- de transmettre les connaissances scientifiques (sciences biologiques, humaines et sociales) indispensables à l'exercice de la profession de sage-femme ;
- d'initier à la démarche médicale (séméiologie notamment) ;
- d'enseigner les bases de la physio-pathologie et de la pharmacologie de tous les systèmes et appareils de l'organisme.

Les objectifs secondaires sont :
- d'aider au développement du projet professionnel ;
- ou d'aider une démarche de réorientation.

Les 6 semestres du 1er cycle, dont la Paces, permettent l'obtention de 180 crédits ECTS, à raison de 30 ECTS par semestre.
Les enseignements (théoriques, pratiques, dirigés, cliniques) comprennent :
- un tronc commun qui représente 80 à 90 % des ECTS,
- des UELC (unités d'enseignement librement choisies) qui représentent 10 à 20 % des ECTS et
- de manière facultative, des UEL (unités d'enseignement libres).

Un exemple de liste d'UE du tronc commun figure en annexe de l'arrêté précité, ceci permettant une harmonisation des enseignements sur le territoire. Mais le contenu de la formation, ainsi que le nombre de crédits attribués à chaque UE, sont à la liberté de la structure dispensant la formation menant au DFGSMa. Les UE proposées sont les suivantes :
- Santé, société, humanité,
- Santé publique, démarche de recherche,
- Séméiologie générale,
- Tissu sanguin et système immunitaire,
- Agents infectieux, hygiène,
- Hormonologie, reproduction,
- Génétique médicale,
- Appareil cardio-respiratoire,
- Rein et voies urinaires,
- Systèmes digestif, locomoteur, neurosensoriel, dermatologique,
- Obstétrique, maïeutique,
- Gynécologie,
- Puériculture, néonatalogie, pédiatrie,
- UE clinique : Séméiologie - Démarche clinique - Gestes techniques,
- UE clinique : Suivi prénatal,
- UE clinique : Suivi pernatal,
- UE clinique : Suivi postnatal.

Les enseignements doivent également comprendre :
- un enseignement de langues vivantes étrangères,
- une formation aux gestes et soins d'urgence,
- un apprentissage à la maîtrise des outils informatiques et
- une initiation à la recherche.

Les UELC correspondent aux UE que l'étudiant a choisi de suivre pour compléter la partie personnalisable de son cursus obligatoire. Les UE du tronc commun constituent la partie non-personnalisable du cursus obligatoire. Les UEL sont des UE que l'étudiant peut faire en plus de son cursus obligatoire, s'il le souhaite, s'il désire apporter une plus-value à son diplôme. Les établissements mettent donc à disposition des étudiants une liste d'UELC parmi lesquelles l'étudiant choisira celle(s) qu'il souhaite suivre. Ces UELC peuvent par exemple participer à la validation d'un cursus parallèle à finalité recherche que sont les MSBM (Maîtrises de sciences biologiques et médicales). Les UELC peuvent également être des UE de sciences biologiques ou médicales, permettant à l'étudiant d'approfondir ses connaissances théoriques. Enfin, les UELC peuvent être des UE de sciences non médicales (anthropologie, sociologie, éthique…).
La mutualisation des différents enseignements entre les filières de maïeutique, médecine, odontologie et pharmacie doit être favorisée.
Une partie des études peut être effectuée à l'étranger.
Concernant les MCC (modalités de contrôle des connaissances), les savoirs et les savoir-faire doivent être évalués à la fin de chaque semestre, soit par un examen terminal (« partiel »), soit par un contrôle continu, soit par une combinaison des deux. Une session de rattrapage doit également être organisée à chaque semestre.

#### Diplôme de formation générale en sciences maïeutiques (DFGSMa)
Le DFGSMa est délivré en fin de 6e semestre aux étudiants ayant satisfait aux épreuves de contrôle de connaissances, ayant validé l'ensemble des UE obligatoires et ayant capitalisé 180 crédits ECTS, et ce à partir de l'année universitaire 2012-2013.

### 2ecycle
Les quatrième et cinquième années dispensent le diplôme d'État de sage-femme. Elles allient connaissances théoriques et pratiques. Elles permettent à l’apprentissage du diagnostic et à la connaissance de la pathologie obstétricale, gynécologique et pédiatrique. 

### 3ecycle
La formation permettant l'exercice de la profession de sage-femme dure 6 ans et aboutit à l'obtention du DE de docteur en maïeutique.
La loi n°2023-29 du 25 janvier 2023 visant à faire évoluer la formation de sage-femme, applicable aux étudiants qui entreront en école de sages-femmes à partir de la rentrée 2024, crée un troisième cycle de maïeutique et comprend des dispositions relatives à l’organisation des études de maïeutique et aux référentiels de formation, portant à six années la durée des études et instituant une thèse d'exercice conduisant au diplôme d’État de docteur en maïeutique,,.

#### Diplôme d'État (DE) de docteur en maïeutique.
À partir de l'année 2024-2025, le diplôme d'État de sage-femme devient diplôme d’État de docteur en maïeutique,,.

#### Maîtrise de sciences biologiques et médicales (MSBM)
Auparavant, les MSBM constituaient une maîtrise dont le but était la poursuite d'études en DEA (Diplôme d'Études Approfondies) puis en diplôme national de doctorat. Aujourd'hui et depuis l'initiation de la réforme LMD, ces MSBM consistent en la validation de quelques UE qui permettent l'accès direct en 2de année des études conduisant à l'obtention du diplôme national de master. C'est pourquoi on les appelle maintenant plus souvent « M1 Santé » ou « M1 ».
Pour pouvoir accéder à ces M1 Santé, il faut généralement être inscrit :
- soit en 2e année des études maïeutiques, médicales, pharmaceutiques ou odontologiques,
- soit en 1re année d'école nationale vétérinaire.

Le programme consiste en la validation de quelques UE (qui représentent une vingtaine ou une trentaine de crédits ECTS) qui peuvent être suivies sur plusieurs années d'études. Pour valider son M1 Santé et pouvoir continuer en M2, il faut :
- valider l'ensemble de ces UE et
- soit terminer son 2e cycle des études maïeutiques, médicales, pharmaceutiques ou odontologiques, soit obtenir son diplôme d'études fondamentales vétérinaires.

### Diplômes universitaires (DU) et diplômes inter-universitaires (DIU)
Un DU/DIU est un diplôme d'université délivré par elle, contrairement aux diplômes de master ou de licence par exemple qui sont des diplômes nationaux, c'est-à-dire qu'ils sont délivrés au nom des ministères et qui sont cadrés par les ministères. Ils ont en général pour vocation d'apporter une formation complémentaire. La liste de DU/DIU qu'une sage-femme peut suivre est longue. Toutefois, le Cnosf (Conseil National de l'Ordre des Sages-Femmes) tient à jour une liste des DU/DIU dont une sage-femme peut faire mention sur sa plaque, son ordonnancier ou un annuaire professionnel :

## Passerelles
On distingue deux types de passerelles :
- les passerelles entrantes, qui permettent aux étudiants d'autres filières d'accéder aux études de Maïeutique ;
- les passerelles sortantes, et les dispenses de scolarité, qui permettent aux étudiants sages-femmes de se réorienter dans d'autres filières.

### Passerelles entrantes
Pour entrer dans les études de Maïeutique, sans passer par la Paces, il existe trois passerelles entrantes :
- admission directe en 3e année,
- admission directe en 2e année,
- admission en 2e année, par l'exercice du droit au remords.

Ces trois passerelles concernent les études de Maïeutique, Médecine, Odontologie et Pharmacie et elles ont été mises en place en 2011.
Afin d'entrer directement en 3e année des études de Maïeutique, des étudiants peuvent présenter un dossier si :
- ils disposent du diplôme d'État de docteur en médecine ;
- du diplôme d'État de docteur en pharmacie ;
- du diplôme d'État de docteur en chirurgie dentaire ;
- du diplôme d'État de docteur vétérinaire ;
- d'un doctorat ;
- d'un titre d'ingénieur diplômé ;
- ils sont anciens élèves de l'une des écoles normales supérieures (sous certaines conditions) ;
- ils appartiennent au corps des enseignants-chercheurs de l'enseignement supérieur et exercent leurs activités d'enseignement dans une UFR de Médecine, de Pharmacie ou d'Odontologie.

Un candidat ne peut se présenter qu'à une seule des quatre filières chaque année. Un candidat ne peut se présenter que deux fois pour cette passerelle. Un jury définit la liste des admissibles qui doivent se présenter pour un entretien. À la suite de cela, le jury établit la liste des admis à poursuivre leurs études de maïeutique.
Afin d'entrer directement en 2e année des études de Maïeutique, des étudiants peuvent présenter un dossier si :
- ils disposent d'un diplôme national de master ;
- d'un diplôme d'études approfondies ;
- d'un diplôme d'études supérieures spécialisées ;
- d'un diplôme des écoles de commerce conférant le grade de master ;
- d'un diplôme des instituts d'études politiques conférant le grade de master ;
- d'un titre correspondant à la validation de 300 crédits européens ;
- ils ont validé (ou vont valider) deux années d'études ou de 120 crédits européens dans un cursus médical, odontologique ou pharmaceutique au-delà de la première année.

Un candidat ne peut se présenter qu'à une seule des quatre filières chaque année. Un candidat ne peut se présenter que deux fois pour cette passerelle. Un jury définit la liste des admissibles qui doivent se présenter pour un entretien. À la suite de cela, le jury établit la liste des admis à poursuivre leurs études de maïeutique.
Afin d'entrer en 2e année des études de maïeutique au prétexte du droit au remords, des étudiants justifiant de la validation d'au moins deux années d'études ou de 120 ECTS dans la filière Médecine, Odontologie ou Pharmacie et qui regrettent ce choix peuvent être autorisés à se réorienter en maïeutique s'ils pouvaient initialement y prétendre, à l'issue des épreuves de classement de fin de première année.
Un candidat ne peut se présenter qu'à une seule des quatre filières chaque année. Un candidat ne peut se présenter que deux fois pour cette passerelle. Un jury définit la liste des admissibles qui doivent se présenter pour un entretien. À la suite de cela, le jury établit la liste des admis à poursuivre leurs études de maïeutique. Le choix de filière est définitif et il n'est ensuite plus possible de bénéficier de cette passerelle.
La procédure d'admission de ces trois passerelles est définie par voie réglementaire. Le nombre d'étudiants qui peuvent bénéficier de ces passerelles est défini chaque année par un arrêté des ministres chargés de l'Enseignement supérieur et de la Santé.
| Centre d'examen          | 2011 | 2012, | 2013 |
| ------------------------ | ---- | ----- | ---- |
| Université Bordeaux-II   | 1    | 1     |      |
| Université de Lille      | 1    | 1     |      |
| Université Lyon-I        | 1    | 1     |      |
| Université Montpellier-I | 1    | 1     |      |
| Université Lorraine      | 1    | 1     |      |
| Université Paris-V       | 1    | 1     |      |
| Université Rennes-I      | 1    | 1     |      |
| TOTAL                    | 7    | 7     |      |

| Centre d'examen          | 2011 | 2012, | 2013 |
| ------------------------ | ---- | ----- | ---- |
| Université Bordeaux-II   | 2    | 2     |      |
| Université de Lille      | 2    | 2     |      |
| Université Lyon-I        | 1    | 1     |      |
| Université Montpellier-I | 2    | 2     |      |
| Université Lorraine      | 1    | 1     |      |
| Université Paris-V       | 2    | 2     |      |
| Université Rennes-I      | 2    | 2     |      |
| TOTAL                    | 12   | 12    |      |

| Centre d'examen          | 2011 | 2012, | 2013 |
| ------------------------ | ---- | ----- | ---- |
| Université Bordeaux-II   | 1    | 1     |      |
| Université de Lille      | 1    | 1     |      |
| Université Lyon-I        | 1    | 1     |      |
| Université Montpellier-I | 1    | 1     |      |
| Université Lorraine      | 1    | 1     |      |
| Université Paris-V       | 1    | 1     |      |
| Université Rennes-I      | 1    | 1     |      |
| TOTAL                    | 7    | 7     |      |

### Passerelles sortantes et dispenses de scolarité
Les trois passerelles entrantes que nous avons citées au-dessus concernent aussi bien les étudiants en Maïeutique, Médecine, Odontologie ou Pharmacie. Les étudiants sages-femmes (ou les sages-femmes diplômé(e)s) peuvent donc s'en servir pour rejoindre une des trois autres filières. Rappelons ces trois passerelles :
- admission directe en 3e année,
- admission directe en 2e année,
- admission en 2e année, par l'exercice du droit au remords.

En sus de ces trois passerelles, les sages-femmes diplômé(e)s disposent de dispenses de scolarité :
- accès direct à la formation menant au diplôme d'État de puériculteur[26],
- accès direct à la formation menant au diplôme d'État d'infirmier anesthésiste[27],
- accès direct à la formation menant au diplôme d'État d'infirmier de bloc opératoire[28],
- présentation de droit au jury du diplôme d'État d'infirmier[29],
- dispense de la 1re année d'études menant au diplôme d'État de masseur-kinésithérapeute[30],
- dispense de la 1re année d'études menant au diplôme d'État d'ergothérapeute[31].

## Statistiques
Les statistiques présentées ci-dessous comprennent, sous orme de tableau ou de courbes :
- l'évolution du numerus clausus annuel de chaque école ;
- l'évolution du numerus clausus annuel de chaque université de recrutement ;
- l'évolution du numerus clausus annuel national ;
- l'évolution du numerus clausus annuel de chaque filière de Santé ;
- et l'évolution du numerus clausus annuel de chaque filière de Santé.

### Numerus claususannuel par école
Les cellules en bleu représentent les années de sélection effectuées par la PCEM1.
Celles en orange les années de sélection effectuées par la Paces.
| École                       | 1990 | 1991  | 1992   | 1993 | 1994 | 1995 | 1996 | 1997 | 1998 | 1999 | 2000 | 2001 | 2002 | 2003 | 2004 | 2005 | 2006  | 2007  |
| --------------------------- | ---- | ----- | ------ | ---- | ---- | ---- | ---- | ---- | ---- | ---- | ---- | ---- | ---- | ---- | ---- | ---- | ----- | ----- |
| Amiens                      | 19   |       |        | 19   | 19   | 19   | 19   | 19   | 19   | 22   | 22   | 23   | 33   | 33   | 33   | 34   | 35    | 35    |
| Angers                      | 19   |       |        | 17   | 17   | 17   | 17   | 17   | 17   | 19   | 19   | 20   | 23   | 23   | 23   | 24   | 24    | 24    |
| Besançon                    | 19   |       |        | 19   | 19   | 19   | 19   | 19   | 19   | 21   | 21   | 21   | 23   | 23   | 23   | 24   | 26    | 26    |
| Bordeaux                    | 24   |       |        | 29   | 29   | 29   | 26   | 26   | 26   | 28   | 28   | 29   | 29   | 29   | 29   | 30   | 30    | 30    |
| Bourg-en-Bresse             | 14   |       |        | 14   | 14   | 14   | 14   | 14   | 14   | 17   | 17   | 18   | 21   | 21   | 21   | 21   | 21    | 21    |
| Brest                       | -    | -     | -      | -    | -    | -    | -    | -    | -    | -    | -    | -    | 20   | 20   | 22   | 23   | 23    | 23    |
| Caen                        | 18   |       |        | 18   | 18   | 18   | 18   | 18   | 18   | 20   | 20   | 20   | 23   | 23   | 23   | 24   | 24    | 24    |
| Clermont-Ferrand            | 23   |       |        | 23   | 23   | 23   | 23   | 23   | 23   | 25   | 25   | 25   | 26   | 26   | 26   | 27   | 27    | 27    |
| Dijon                       | 23   |       |        | 23   | 23   | 23   | 23   | 23   | 23   | 25   | 25   | 25   | 27   | 27   | 27   | 29   | 27    | 27    |
| Fort-de-France              | 14   |       |        | 14   | 14   | 14   | 14   | 14   | 14   | 16   | 15   | 16   | 20   | 23   | 23   | 24   | 24    | 24    |
| Grenoble                    | 20   |       | [ 34 ] | 20   | 20   | 20   | 20   | 20   | 20   | 22   | 22   | 23   | 25   | 27   | 37   | 37   | 37    | 37    |
| Lille (Institut catholique) | 16   |       |        | 16   | 16   | 16   | 16   | 16   | 16   | 20   | 20   | 22   | 24   | 24   | 26   | 27   | 27    | 27    |
| Lille (CHR)                 | 28   |       |        | 28   | 28   | 28   | 28   | 28   | 28   | 30   | 30   | 32   | 38   | 38   | 38   | 39   | 39    | 39    |
| Limoges                     | 14   |       |        | 14   | 14   | 14   | 14   | 14   | 14   | 16   | 16   | 17   | 19   | 22   | 22   | 23   | 23    | 23    |
| Lyon                        | 28   |       |        | 28   | 28   | 28   | 28   | 28   | 28   | 30   | 30   | 31   | 38   | 38   | 38   | 38   | 38    | 38    |
| Marseille                   | 28   |       |        | 28   | 28   | 28   | 28   | 28   | 28   | 30   | 30   | 33   | 31   | 33   | 35   | 36   | 36    | 36    |
| Metz                        | 26   |       |        | 26   | 26   | 26   | 26   | 26   | 26   | 26   | 26   | 27   | 28   | 28   | 28   | 29   | 29    | 29    |
| Montpellier                 | 26   |       |        | 21   | 19   | 19   | 19   | 19   | 19   | 20   | 21   | 23   | 34   | 34   | 34   | 36   | 36    | 36    |
| Nancy                       | 26   |       |        | 26   | 26   | 26   | 26   | 26   | 26   | 26   | 26   | 27   | 28   | 28   | 28   | 30   | 30    | 30    |
| Nantes                      | 17   |       |        | 17   | 17   | 17   | 17   | 17   | 17   | 19   | 19   | 21   | 24   | 24   | 25   | 26   | 26    | 26    |
| Nice                        | -    | -     | -      | -    | -    | -    | -    | -    | -    | -    | -    | -    | 25   | 35   | 35   | 32   | 32    | 32    |
| Nîmes                       | 13   |       |        | 15   | 15   | 15   | 15   | 15   | 15   | 19   | 19   | 20   | 23   | 27   | 28   | 30   | 30    | 30    |
| Papeete                     | 6    |       |        | 6    | 6    | 6    | 4    | 4    | 4    | 4    | 4    | 4    | 4    | 6    | 6    | 6    | 6     | 8     |
| Paris (Baudelocque)         | 23   |       |        | 23   | 23   | 23   | 23   | 23   | 23   | 26   | 26   | 27   | 27   | 28   | 29   | 30   | 30    | 30    |
| Paris (Saint-Antoine)       | 26   |       |        | 26   | 26   | 26   | 26   | 26   | 26   | 28   | 30   | 32   | 42   | 42   | 43   | 44   | 44    | 44    |
| Poissy                      | 20   |       |        | 20   | 20   | 20   | 20   | 20   | 20   | 21   | 21   | 21   | 24   | 24   | 34   | 35   | 35    | 35    |
| Poitiers                    | 19   |       |        | 19   | 19   | 19   | 19   | 19   | 19   | 21   | 21   | 21   | 23   | 23   | 25   | 25   | 25    | 25    |
| Reims                       | 19   |       |        | 19   | 19   | 19   | 19   | 19   | 19   | 21   | 19   | 20   | 23   | 23   | 25   | 25   | 25    | 25    |
| Rennes                      | 21   |       |        | 23   | 23   | 23   | 23   | 23   | 23   | 25   | 25   | 25   | 26   | 26   | 26   | 27   | 27    | 27    |
| Rouen                       | 19   |       |        | 19   | 19   | 19   | 19   | 19   | 19   | 21   | 21   | 21   | 24   | 24   | 24   | 25   | 25    | 25    |
| Saint-Denis-de-la-Réunion   | 14   |       |        | 14   | 14   | 14   | 14   | 14   | 14   | 16   | 16   | 16   | 19   | 21   | 22   | 22   | 22    | 27    |
| Strasbourg                  | 22   |       |        | 25   | 25   | 25   | 25   | 25   | 25   | 27   | 27   | 28   | 29   | 29   | 29   | 30   | 30    | 30    |
| Suresnes                    | 20   |       |        | 20   | 20   | 20   | 20   | 20   | 20   | 23   | 23   | 24   | 25   | 25   | 25   | 26   | 26    | 26    |
| Toulouse                    | 22   |       |        | 22   | 24   | 24   | 24   | 24   | 24   | 26   | 26   | 28   | 29   | 29   | 29   | 31   | 31    | 31    |
| Tours                       | 17   |       |        | 17   | 17   | 17   | 17   | 17   | 17   | 19   | 19   | 19   | 23   | 34   | 34   | 30   | 30    | 30    |
| TOTAL                       | 663  | 0 000 | 0 000  | 668  | 668  | 668  | 663  | 663  | 663  | 729  | 729  | 759  | 900  | 940  | 975  | 999  | 1 000 | 1 007 |

| École                       | 2008  | 2009  | 2010  | 2011  | 2012  | 2013  |
| --------------------------- | ----- | ----- | ----- | ----- | ----- | ----- |
| Amiens                      | 35    | 35    | 35    | 35    | 35    | 35    |
| Angers                      | 25    | 25    | 25    | 25    | 25    | 25    |
| Besançon                    | 26    | 26    | 26    | 26    | 26    | 26    |
| Bordeaux                    | 30    | 30    | 30    | 30    | 30    | 30    |
| Bourg-en-Bresse             | 21    | 21    | 21    | 21    | 21    | 21    |
| Brest                       | 23    | 23    | 23    | 23    | 23    | 23    |
| Caen                        | 25    | 25    | 25    | 25    | 27    | 27    |
| Clermont-Ferrand            | 27    | 27    | 27    | 27    | 27    | 28    |
| Dijon                       | 27    | 27    | 27    | 27    | 27    | 27    |
| Fort-de-France              | 24    | 24    | 24    | 24    | 24    | 24    |
| Grenoble                    | 37    | 37    | 37    | 37    | 37    | 37    |
| Lille (Institut catholique) | 29    | 29    | 29    | 29    | 29    | 29    |
| Lille (CHR)                 | 39    | 39    | 39    | 39    | 40    | 40    |
| Limoges                     | 23    | 23    | 23    | 23    | 23    | 23    |
| Lyon                        | 38    | 38    | 38    | 38    | 38    | 38    |
| Marseille                   | 36    | 36    | 36    | 36    | 32    | 32    |
| Metz                        | 29    | 29    | 29    | 29    | 29    | 29    |
| Montpellier                 | 36    | 36    | 36    | 36    | 36    | 36    |
| Nancy                       | 30    | 30    | 30    | 30    | 30    | 30    |
| Nantes                      | 27    | 27    | 27    | 27    | 27    | 27    |
| Nice                        | 30    | 30    | 30    | 30    | 30    | 31    |
| Nîmes                       | 30    | 30    | 30    | 30    | 30    | 30    |
| Papeete                     | 8     | 8     | 8     | 8     | 8     | 8     |
| Paris (Baudelocque)         | 30    | 30    | 31    | 30    | 31    | 30    |
| Paris (Saint-Antoine)       | 44    | 44    | 44    | 44    | 44    | 44    |
| Poissy                      | 35    | 35    | 35    | 35    | 35    | 35    |
| Poitiers                    | 25    | 25    | 25    | 25    | 25    | 25    |
| Reims                       | 27    | 27    | 27    | 27    | 27    | 27    |
| Rennes                      | 27    | 27    | 27    | 27    | 27    | 27    |
| Rouen                       | 27    | 27    | 27    | 27    | 27    | 25    |
| Saint-Denis-de-la-Réunion   | 27    | 27    | 27    | 27    | 27    | 27    |
| Strasbourg                  | 30    | 30    | 30    | 30    | 30    | 30    |
| Suresnes                    | 26    | 26    | 26    | 26    | 28    | 28    |
| Toulouse                    | 32    | 32    | 32    | 32    | 32    | 32    |
| Tours                       | 30    | 30    | 30    | 30    | 30    | 30    |
| TOTAL                       | 1 015 | 1 015 | 1 016 | 1 015 | 1 017 | 1 016 |

### Numerus claususpar université
| Université                                        | 2002 | 2003 | 2004 | 2005 | 2006  | 2007  | 2008  | 2009  | 2010  | 2011  | 2012  | 2013  |
| ------------------------------------------------- | ---- | ---- | ---- | ---- | ----- | ----- | ----- | ----- | ----- | ----- | ----- | ----- |
| Université Aix-Marseille                          | 31   | 33   | 35   | 36   | 36    | 36    | 36    | 36    | 36    | 36    | 32    | 32    |
| Université Amiens                                 | -    | 33   | 33   | 34   | 35    | 35    | 35    | 35    | 35    | 35    | 35    | 35    |
| Université Angers                                 | -    | 23   | 23   | 24   | 24    | 24    | 25    | 25    | 25    | 25    | 25    | 25    |
| Université Antilles-Guyane                        | -    | 23   | 23   | 24   | 24    | 24    | 24    | 24    | 24    | 24    | 24    | 24    |
| Université Besançon                               | 23   | 23   | 23   | 24   | 26    | 26    | 26    | 26    | 26    | 26    | 26    | 26    |
| Université Bordeaux-II                            | 29   | 29   | 29   | 30   | 30    | 30    | 30    | 30    | 30    | 30    | 30    | 30    |
| Université Brest                                  | 20   | 20   | 22   | 23   | 23    | 23    | 23    | 23    | 23    | 23    | 23    | 23    |
| Université Caen                                   | 23   | 23   | 23   | 24   | 24    | 24    | 25    | 25    | 25    | 25    | 27    | 27    |
| Université Clermont-Ferrand-I                     | 26   | 26   | 26   | 27   | 27    | 27    | 27    | 27    | 27    | 27    | 27    | 28    |
| Université Corse                                  | -    | -    | -    | 2    | 2     | 2     | 2     | 2     | 3     | 2     | 3     | 3     |
| Université Dijon                                  | 27   | 27   | 27   | 29   | 27    | 27    | 27    | 27    | 27    | 27    | 27    | 27    |
| Université Grenoble-I                             | 25   | 27   | 37   | 37   | 37    | 37    | 37    | 37    | 37    | 37    | 37    | 37    |
| Université de Lille                               | 38   | 38   | 38   | 39   | 39    | 39    | 39    | 39    | 39    | 39    | 40    | 40    |
| Université catholique de Lille                    | 24   | 24   | 26   | 27   | 27    | 27    | 29    | 29    | 29    | 29    | 29    | 29    |
| Université Limoges                                | -    | 22   | 22   | 23   | 23    | 23    | 23    | 23    | 23    | 23    | 23    | 23    |
| Université Nancy-I                                | -    | 56   | 56   | 59   | 59    | 59    | 59    | 59    | 59    | 59    | -     | -     |
| Université Lorraine                               | -    | -    | -    | -    | -     | -     | -     | -     | -     | -     | 59    | 59    |
| Université Lyon-I                                 | -    | 47   | 47   | 47   | 47    | 47    | 47    | 47    | 47    | 47    | 47    | 47    |
| Université Montpellier-I                          | 57   | 61   | 62   | 66   | 66    | 66    | 66    | 66    | 66    | 66    | 66    | 66    |
| Université Nantes                                 | -    | 24   | 25   | 26   | 26    | 26    | 27    | 27    | 27    | 27    | 27    | 27    |
| Université Nice                                   | -    | 35   | 35   | 30   | 30    | 30    | 28    | 28    | 28    | 28    | 28    | 28    |
| Université Nouvelle-Calédonie                     | -    | 4    | 4    | 4    | 4     | 4     | 4     | 4     | 4     | 4     | 4     | 4     |
| Université Paris-V                                | -    | 19   | 28   | 29   | 29    | 29    | 29    | 29    | 29    | 29    | 29    | 29    |
| Université Paris-VI                               | -    | 36   | 29   | 30   | 30    | 30    | 30    | 30    | 30    | 30    | 30    | 30    |
| Université Paris-VII                              | -    | 22   | 27   | 27   | 27    | 27    | 27    | 27    | 27    | 27    | 27    | 27    |
| Université Paris-XI                               | -    | 8    | 8    | 9    | 9     | 9     | 9     | 9     | 9     | 9     | 11    | 11    |
| Université Paris-XII                              | -    | 10   | 10   | 10   | 10    | 10    | 10    | 10    | 10    | 10    | 10    | 10    |
| Université Paris-XIII                             | -    | 8    | 8    | 8    | 8     | 8     | 8     | 8     | 8     | 8     | 8     | 8     |
| Université Versailles - Saint Quentin-en-Yvelines | -    | 12   | 17   | 18   | 18    | 18    | 18    | 18    | 18    | 18    | 18    | 18    |
| Université Poitiers                               | 23   | 23   | 25   | 25   | 25    | 25    | 25    | 25    | 25    | 25    | 25    | 25    |
| Université Polynésie française                    | -    | 6    | 6    | 6    | 6     | 8     | 8     | 8     | 8     | 8     | 8     | 8     |
| Université Reims                                  | 23   | 23   | 25   | 25   | 25    | 25    | 27    | 27    | 27    | 27    | 27    | 27    |
| Université Rennes-I                               | -    | 26   | 26   | 27   | 27    | 27    | 27    | 27    | 27    | 27    | 27    | 27    |
| Université Réunion                                | -    | 21   | 22   | 22   | 22    | 27    | 27    | 27    | 27    | 27    | 27    | 27    |
| Université Rouen                                  | -    | 24   | 24   | 25   | 25    | 25    | 27    | 27    | 27    | 27    | 27    | 25    |
| Université Saint-Étienne                          | -    | 12   | 12   | 12   | 12    | 12    | 12    | 12    | 12    | 12    | 12    | 12    |
| Université Strasbourg                             | 29   | 29   | 29   | 30   | 30    | 30    | 30    | 30    | 30    | 30    | 30    | 30    |
| Université Toulouse-III                           | -    | 29   | 29   | 31   | 31    | 31    | 32    | 32    | 32    | 32    | 32    | 32    |
| Université Tours                                  | 23   | 34   | 34   | 30   | 30    | 30    | 30    | 30    | 30    | 30    | 30    | 30    |
| TOTAL                                             | 421  | 940  | 975  | 999  | 1 000 | 1 007 | 1 015 | 1 015 | 1 016 | 1 015 | 1 017 | 1 016 |

### Figure 1
Graphique représentant le numerus clausus annuel des étudiants sages-femmes (année d'entrée en 2e année d'études)

## Lieux d'études
| Ville                     | Nom de la structure                                                 | Statut                                  | Université(s) de recrutement                                             | Université de rattachement                        |
| ------------------------- | ------------------------------------------------------------------- | --------------------------------------- | ------------------------------------------------------------------------ | ------------------------------------------------- |
| Amiens                    | École de sages-femmes du CHR d'Amiens                               | École hospitalière                      | Université Amiens                                                        | Université Amiens                                 |
| Angers                    | École de sages-femmes du CHR d'Angers                               | École hospitalière                      | Université Angers                                                        | Université Angers                                 |
| Besançon                  | École de sages-femmes du CHR de Besançon                            | École hospitalière                      | Université Besançon                                                      | Université Besançon                               |
| Bordeaux                  | École de sages-femmes du CHR de Bordeaux                            | École hospitalière                      | Université Bordeaux-II                                                   | Université Bordeaux-II                            |
| Bourg-en-Bresse           | École de sages-femmes du CH de Bourg-en-Bresse                      | UFR Médecine-Maïeutique                 | Université Lyon-I, Université Saint-Étienne                              | Université Lyon-I                                 |
| Brest                     | École de sages-femmes du CHR de Brest                               | École hospitalière                      | Université Brest                                                         | Université Brest                                  |
| Caen                      | École de sages-femmes du CHR de Caen                                | École hospitalière                      | Université Caen                                                          | Université Caen                                   |
| Clermont-Ferrand          | École de sages-femmes du CHR de Clermont-Ferrand                    | École hospitalière                      | Université Clermont-Ferrand I                                            | Université Clermont-Ferrand I                     |
| Dijon                     | École de sages-femmes du CHR de Dijon                               | École hospitalière                      | Université Dijon                                                         | Université Dijon                                  |
| Fort-de-France            | École de sages-femmes du CHR de Fort-de-France                      | ?                                       | Université Antilles-Guyane                                               | Université Antilles-Guyane                        |
| Grenoble                  | École de sages-femmes du CHR de Grenoble                            | ?                                       | Université Grenoble-I                                                    | Université Grenoble-I                             |
| Lille                     | École de sages-femmes de l'Institut catholique de Lille             | ?                                       | Institut catholique de Lille                                             | Institut catholique de Lille                      |
| Lille                     | École de sages-femmes du CHR de Lille                               | ?                                       | Université de Lille                                                      | Université de Lille                               |
| Limoges                   | École de sages-femmes du CHR de Limoges                             | ?                                       | Université Limoges                                                       | Université Limoges                                |
| Lyon                      | École de sages-femmes du CHR de Lyon                                | UFR Médecine-Maïeutique                 | Université Lyon-I, Université Saint-Étienne                              | Université Lyon-I                                 |
| Marseille                 | École universitaire de Maïeutique Marseille-Méditerranée            | École universitaire                     | Université Aix-Marseille                                                 | Université Aix-Marseille                          |
| Metz                      | École de sages-femmes du CHR de Metz                                | ?                                       | Université de Lorraine                                                   | Université de Lorraine                            |
| Montpellier               | École de sages-femmes du CHR de Montpellier                         | ?                                       | Université Montpellier-I                                                 | Université Montpellier-I                          |
| Nancy                     | École de sages-femmes de la maternité régionale Adolphe Pinard      | ?                                       | Université de Lorraine                                                   | Université de Lorraine                            |
| Nantes                    | École de sages-femmes du CHR de Nantes                              | ?                                       | Université Nantes                                                        | Université Nantes                                 |
| Nice                      | École de sages-femmes du CHR de Nice                                | ?                                       | Université Corse, Université Nice                                        | Université Nice                                   |
| Nîmes                     | École de sages-femmes du CHR de Nîmes                               | ?                                       | Université Montpellier-I                                                 | Université Montpellier-I                          |
| Papeete                   | École de sages-femmes du CH territorial de Papeete                  |                                         | Université Polynésie française                                           | Université Tours                                  |
| Paris                     | École de sages-femmes de la maternité Baudelocque Port-Royal        | UFR Médecine-Maïeutique-SI-Orthoptie    | Université Paris-V, Université Paris-VII, Université Paris-XIII          | Université Paris-V                                |
| Paris                     | École de sages-femmes de l'hôpital Saint-Antoine                    | Département universitaire de maïeutique | Université Nouvelle-Calédonie, Université Paris-VI, Université Paris-XII | Sorbonne Université                               |
| Poissy                    | École de sages-femmes du centre hospitalier intercommunal de Poissy | UFR Médecine-Maïeutique                 | Université Paris-VII, Université Versailles - Saint-Quentin-en-Yvelines  | Université Versailles - Saint-Quentin-en-Yvelines |
| Poitiers                  | École de sages-femmes du CHR de Poitiers                            | ?                                       | Université Poitiers                                                      | Université Poitiers                               |
| Reims                     | École de sages-femmes du CHR de Reims                               | ?                                       | Université Reims                                                         | Université Reims                                  |
| Rennes                    | École de sages-femmes du CHR de Rennes                              | ?                                       | Université Rennes-I                                                      | Université Rennes-I                               |
| Rouen                     | École de sages-femmes du CHR de Rouen                               | ?                                       | Université Rouen                                                         | Université Rouen                                  |
| Saint-Denis-de-la-Réunion | École de sages-femmes du CH de la Réunion                           |                                         | Université Réunion                                                       | Université Réunion                                |
| Strasbourg                | École de sages-femmes du CHR de Strasbourg                          | ?                                       | Université Strasbourg                                                    | Université Strasbourg                             |
| Suresnes                  | École de sages-femmes du centre médico-chirurgical Foch             | UFR Médecine-Maïeutique                 | Université Paris-V, Université Paris-XI                                  | Université Versailles - Saint-Quentin-en-Yvelines |
| Toulouse                  | École de sages-femmes du CHR de Toulouse                            | ?                                       | Université Toulouse-III                                                  | Université Toulouse-III                           |
| Tours                     | École de sages-femmes du CHR de Tours                               | ?                                       | Université Tours                                                         | Université Tours                                  |